# Janet Flanner
Janet Flanner (født 13. marts 1892, død 7. november 1978) var en amerikansk forfatter og journalist, der fungerede som korrespondent i Paris for The New Yorker fra 1925 indtil hun gik i pension i 1975. Hun skrev under pseudonymet "Genêt". Hun udgav også en enkelt roman, The Cubical City.